# Kanan, Osaka
Kanan (japanska: 河南町?, Kanan-chō) är en landskommun (köping) i Osaka prefektur i Japan.  